# 541992 Lukacsbela
541992 Lukacsbela este o planetă minoră (asteroid) din centura de asteroizi. A fost descoperită pe 27 martie 2012 la Piszkéstetői Obszervatórium⁠(d) de  și a fost numită după Lukács Béla⁠(d). 
Obiectul prezintă o orbită caracterizată de o semiaxă mare de 2,8007825166833 UAi, o excentricitate de 0,13456453384958, o înclinație de 29,916943876382 ° în raport cu ecliptica.